# Wilhelminaplein (Wassenaar)

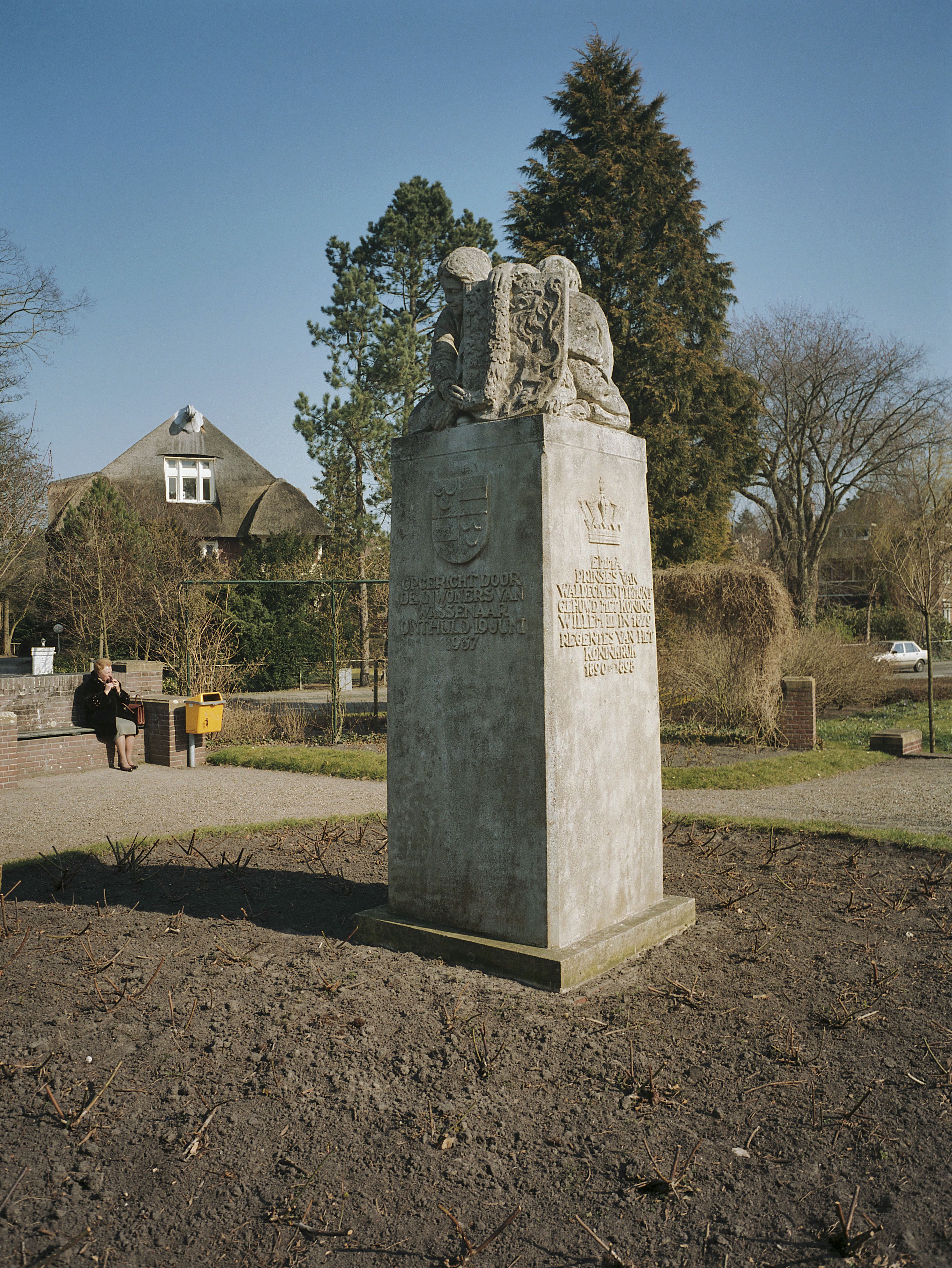
Monument voor regentes Emma

Het Wilhelminaplein ligt aan de Wilhelminalaan in Wassenaar, behorend tot villawijk De Kieviet. Het plantsoen op het middendeel van het plein is een rijksmonument.
Park de Kieviet is een villawijk die in 1911-1914 door de architect Johan Mutters werd ontworpen in opdracht van Exploitatiemaatschappij NV De Kieviet en Wildrust. Voorheen was hier het landgoed Groot Haesebroek, dat net als de landgoedoederen Backershagen en De Paauw toebehoorde aan Prins Frederik (1797-1881), die het vererfde aan zijn dochter Marie van Oranje-Nassau (1841-1910). Zij verkocht Groot-Haesebroek aan een particulier in 1898.
In 1914 was de bouwopdracht voltooid, alleen het Wilhelminaplein moest nog ingericht worden.
Het plein werd in 1915 aangelegd naar ontwerp van Mutters. Het is druppelvormig, aan de noordkant wordt de druppel begrensd door de Wilhelminalaan. Het grootste deel van het plantsoen bestaat uit gras en bomen. 

## Monument
Sinds 1937 staat in het plantsoen een monument voor koningin-regentes Emma, omringd door enkele banken en borders.
Het monument, ontworpen door Oswald Wenckebach, bestaat uit een zuil van kalksteen waarop twee kinderen zitten die ieder een schild met het wapen van Wassenaar vasthouden. Aan de voorkant (zuidoostkant) is een afbeelding van koningin Emma, aan de andere drie kanten staat tekst.
| ZO-kant                                                       | ZW-kant | NW-kant                                                       | NO-kant                                     |
| ------------------------------------------------------------- | --- | ------------------------------------------------------------- | ------------------------------------------- |
| Reliëf-afbeelding van Emma EMMA 2 augustus 1858 20 maart 1934 | EMMA prinses van Waldeck Pyrmont gehuwd met koning Willem III in 1879 regentes van het koninkrijk 1890-1898 | opgericht door de inwoners van Wassenaar onthuld 19 juni 1937 | EMMA zij was een ware moeder voor haar volk |

## Kievietkerk
Aan de zuidwestkant van het plein werd door dezelfde architect de Kievietkerk gebouwd (1923-1925). De eerste dienst werd op 25 september 1925 gehouden. In 1958 werd het interieur vernieuwd en in 1963 werd het huidige orgel geplaatst.